# Мора Тірні
Мора Тереза Тірні (англ. Maura Therese Tierney, нар. 3 лютого 1965) — американська акторка. Найбільш відома за роллю Еббі Локгард в серіалі NBC «Швидка допомога» (1999—2009), за яку вона була номінована на премію «Еммі» у 2001 році. З 2014 до 2019 року Тірні знімається в серіалі Showtime «Коханці», роль в якому принесла їй «Золотий глобус» (2016). У 2023 році знялася в біографічній спортивній драмі «Залізний кіготь».

## Життя і кар'єра
Народилася 3 лютого 1965 року в Бостон, Массачусетс, США в ірландській католицькій родині.
Вона старша з трьох дітей в сім'ї Джозефа і Пет Тірні. Її батько — відомий політик Бостона, а мати — агентка з нерухомості. Дитинство Мори пройшло в районі Гайд-Парк Бостона. Вона відвідувала Нотр-Дамську академію в Гінгем, штат Массачусетс, після чого вступала до Нью-Йоркського університету.
Прорив у її кар'єрі стався в 1995 році, коли її запросили на зйомки комедійного серіалу NewsRadio. Після цього Мора Тірні знімалася вже в досить значущих фільмах: «Брехун, брехун» (роль — Одрі Рід), «Інстинкт» і «Первісний страх». У 1999 році вона отримала роль Ебігейл Локгарт в серіалі «Швидка допомога».
Після завершення серіалу «Швидка допомога» взяла на себе другорядну роль в серіалі FX «Врятуй мене» у 2009 році. 13 липня 2009 року Тірні перенесла операцію з видалення пухлини грудей. Через проблеми зі здоров'ям їй довелося покинути серіал NBC «Батьківство», і згодом роль Тірні дісталася Лорен Грем. У 2010 році вона отримала головну роль в серіалі ABC «Уся правда», який був скасований після тринадцяти епізодів у зв'язку з низькими рейтингами. У 2012—2013 роках у неї була другорядна роль у телесеріалі «Гарна дружина».
У 2014 році повернула до своєї персони увагу критиків завдяки одній з центральних ролей у серіалі Showtime «Коханці». Роль принесла їй «Золотий глобус» і номінацію на «Вибір телевізійних критиків» у 2016 році.

## Фільмографія
- Історія з пограбуванням (1991)
- Мертві жінки в негліже (1991)
- Білі піски (1992)
- Тимчасова секретарка (1993)
- Милосердя (1995)
- Первісний страх (1996)
- Брехун, брехун (1997)
- Основні кольори (1998)
- Тонка рожева лінія (1998)
- Сили природи (1999)
- Інстинкт (1999)
- Кисень (1999)
- Скотланд, Пенсильванія (2001)
- Безсоння (2002)
- Мелвін йде на обід (2003)
- Ласкаво просимо в Лосину бухту (2004)
- Дігери (2006)
- За вдачею (2007)
- Напівпрофесіонал (2008)
- Ой, мамочки (2008)
- Знайти Аманду (2008)
- Поклик природи (2012)
- Гарний хлопчик (2018)
- Залізний кіготь (2023)
- Смерчі (2024)